# Coelioxys issororensis
Coelioxys issororensis là một loài Hymenoptera trong họ Megachilidae. Loài này được Cockerell mô tả khoa học năm 1923.